# Soledad Román de Núñez
Soledad Román de Núñez (Cartagena das Índias, 6 de outubro de 1835 – Cartagena das Índias, 19 de outubro de 1924) foi a segunda esposa do primeiro presidente da Colômbia, Rafael Núñez. Exerceu notável influência nas decisões do marido, especialmente na assinatura da concordata de 1887 e na guerra civil de 1885, que se diz ter sido vencida pelos regeneradores graças ao trabalho realizado por sua parte.

## Biografia

### Família
Soledad Román Polanco nasceu em 6 de outubro de 1835 em Cartagena das Índias, Nova Granada, sendo a filha mais velha de Manuel Román y Picón e Rafaela Polanco. Seu pai era o espanhol Manuel Román y Picón, nascido em Moguer em 1804, e que chegou à Colômbia em 24 de março de 1834 em busca de cinchona. Porém, o navio em que viajava afundou na costa de Galerazamba, província de Cartagena das Índias, e ele foi forçado a se estabelecer na Colômbia. No primeiro ano trabalhou como professor, graças à formação de Químico em Paris; Uma de suas alunas foi a cartagena Rafaela Polanco, mãe de Soledad Román, por quem se apaixonou e com quem se casou em 12 de janeiro de 1835, após ter arrecadado dinheiro suficiente para abrir uma farmácia e demonstrar seus estudos com as provas enviadas. da sua Espanha natal.
Da união Román-Polanco nasceram doze filhos: Soledad, Rafaela, María Dolores, Dolores Sabina, Gabriel, Manuel, Ricardo, Eduardo, Henrique Luis, Antonio, Carlos e Fernando, que foram rigorosamente educados sob os princípios morais do catolicismo e da tradição política do conservadorismo, que na Colômbia é representada pelo Partido Conservador.